# 漢堡工藝美術館
漢堡工藝美術館（德語：Museum für Kunst und Gewerbe Hamburg）是位於德國城市漢堡的美術館，靠近漢堡港。漢堡工藝美術館開業於1874年。